# Grönaktig lavmätare
Grönaktig lavmätare (Cleorodes lichenaria) är en fjärilsart som beskrevs av Johann Siegfried Hufnagel, 1767. Grönaktig lavmätare ingår i släktet Cleorodes och familjen mätare. Arten är reproducerande i Sverige. Inga underarter finns listade i Catalogue of Life.

## Bildgalleri

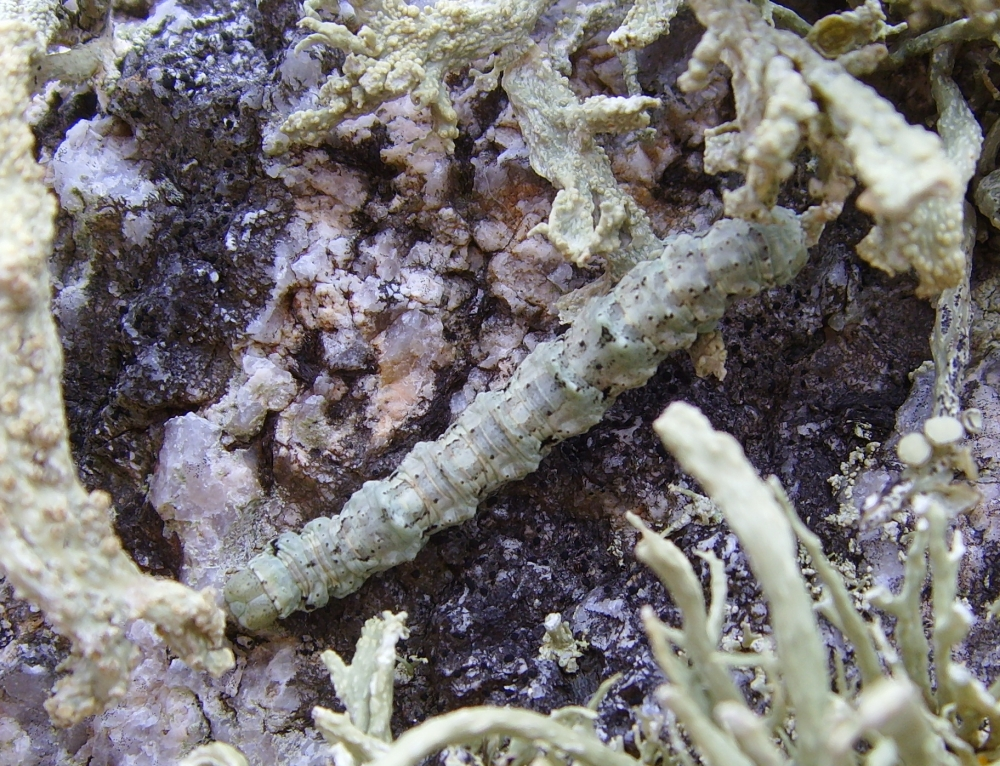
Fjärilens larv.
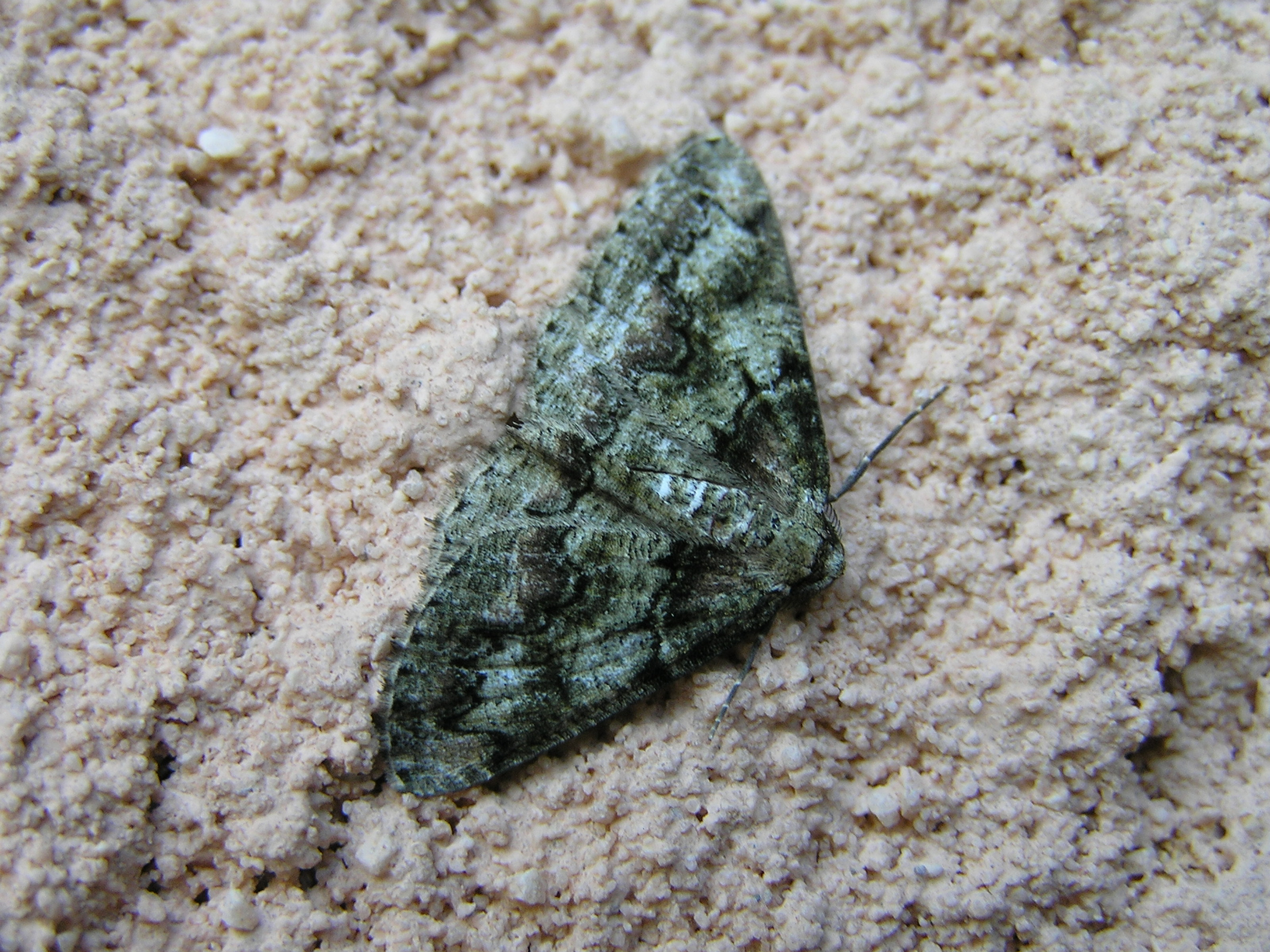
Imago fjäril.